# Retrato de Bianca Ponzoni Anguissola
El retrato de Bianca Ponzoni Anguissola es un óleo sobre lienzo, obra de Sofonisba Anguissola datado en 1557 y conservado en la Gemäldegalerie de Berlín. Esta obra retrata a la madre de la pintora y es conocida también como la Dama de blanco.

## Descripción
Sofonisba Anguissola tiene la sensibilidad de captar imperceptibles acentos emanados del lenguaje expresivo de su madre, la mujer que está retratando y plasmarlos en una imagen que parece inmediata, espejo transparente de pensamientos secretos y de largas y dulces tramas afectivas. La suavidad de la tez y la fuerza expresiva recuerdan a Tiziano. La pintura está influida por el realismo lombardo del siglo XVI, pero también por el precioso cromatismo veneciano; está atravesada por influencias naturalistas, aprendidas con Bernardino Campi; recoge el clasicismo elegante y la carnalidad luminosa de Correggio y recuerda los refinamientos manieristas de Agnolo Bronzino. Sofonisba Anguissola enseña como mirar en el alma.
La figura de la madre tiene vigor plástico, en el busto fajado, en el brazo apoyado sobre el reposabrazos de madera de la silla, en el complejo juego de los cuadrados dorados que componen el precioso tejido del vestido, interrumpido en la parte alta de las mangas, unidas a los hombros con finos cordones, donde brota la blancura de la camisa. Un delicado y hábil bordado de hilos de oro, en sarmientos, decora el borde de la camisa que sobresale sobre el escote recto y los hombros. Vivaz frescura emana de su rostro todavía terso de mujer madura, satisfecha del amor del marido y los siete hijos. La postura emana serenidad, una íntima satisfacción de ser, de aparecer en el centro de la escena. No es una instantánea captada sobre la marcha, sino la historia de una vida plena y cómoda, rodeada de cuidados, laboriosa, confiada en el futuro.
Blanca Ponzoni se había casado en 1530 con el noble Amilcare Anguissola y tuvieron siete hijos: Sofonisba, Elena, Lucia, Minerva, Europa, Asdrubale y Ana María. Las hijas se convirtieron en pintoras, todas excepto Minerva que fue maestra. El hijo Asdrubale fue músico.
Bajo el reposabrazos de la silla se leen firma y fecha: «Sophonisba Angussola Virgo F. 15.5.7». La diadema de perlas de Lucia Anguissola, a la izquierda del cuadro de Sofonisba Partida de ajedrez y el de la Dama de blanco son idénticas y también el collar de Minerva Anguissola, pintada en el mismo lienzo Partida de ajedrez es idéntico al que porta la Dama de blanco: fueron razones para identificar a esta dama en Berlín con Blanca Ponzoni Anguissola.

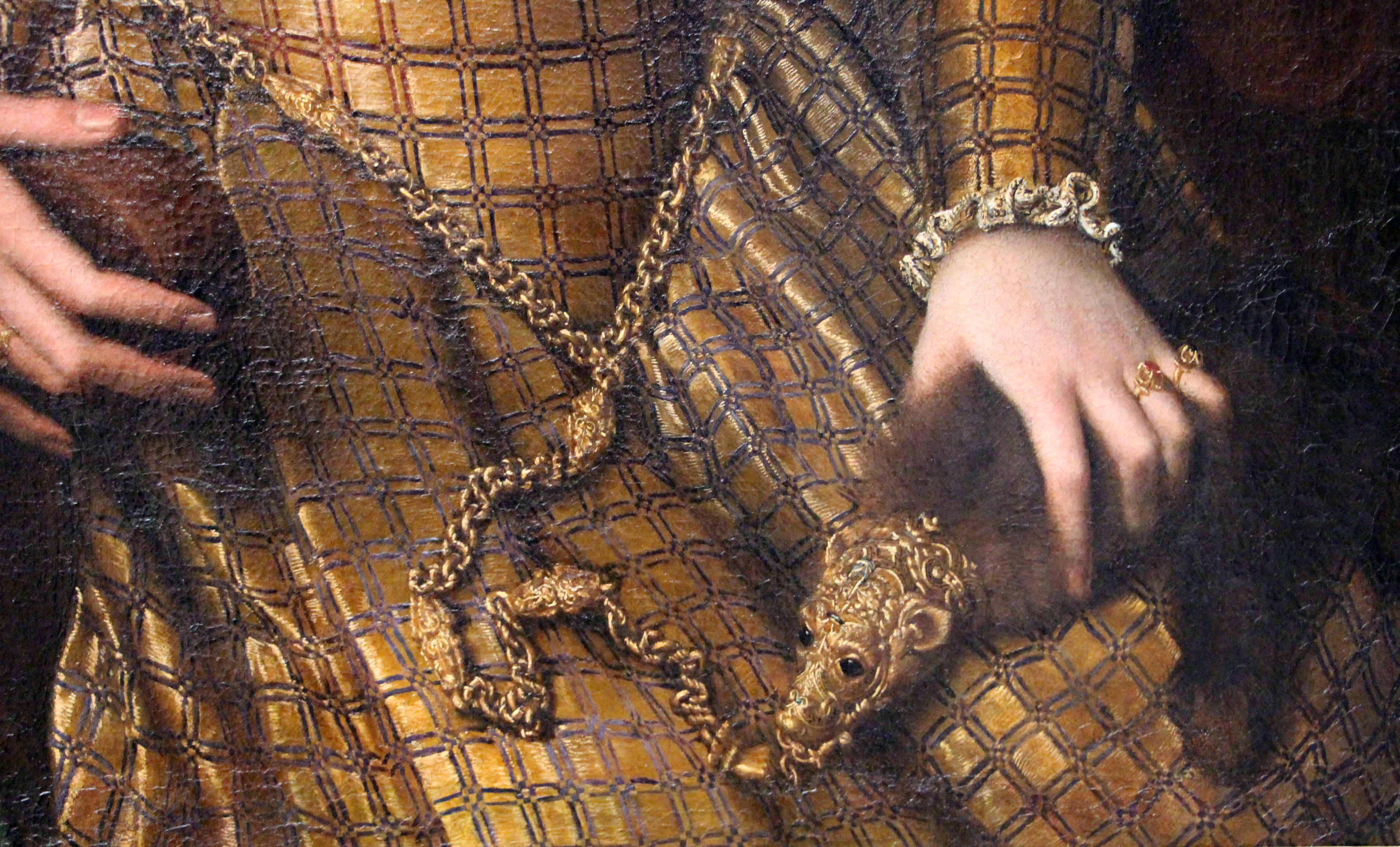
Sofonisba Anguissola, retrato de Blanca Ponzoni Anguissola, 1557 (detalle, la marta).

### La marta
Bianca Ponzoni porta un rico cinturón de oro con cadena, que destaca contra el brillante reflejo del vestido. Con la mano izquierda acaricia la marta de su extremo, una joya particular del siglo XVI, en parte de oro y en parte de piel, amada por nobles y reinas. La cabeza del animal estaba realizada en oro macizo, también con piedras preciosas incrustadas, mientras la pelliza era la auténtica piel del animal. La marta, símbolo de fertilidad, estaba reservada a las damas casadas y madres de más hijos. Ancestro del manguito, apretándolo con la mano, servía para mantener calientes los dedos.